# Plusaetis apollinaris
Plusaetis apollinaris är en loppart som först beskrevs av Jordan et Rothschild 1921.  Plusaetis apollinaris ingår i släktet Plusaetis och familjen fågelloppor. Inga underarter finns listade i Catalogue of Life.